# Tôn Thất Hối
Tôn Thất Hối (1901 – 1975) là quan chức triều Nguyễn và nhà ngoại giao Việt Nam Cộng hòa, con trai thứ chín của Tôn Thất Hân, từng được bổ nhiệm làm Công sứ Việt Nam Cộng hòa tại Trung Hoa Dân Quốc, sang thăm Đài Loan với tư cách đặc sứ mừng lễ Sinh nhật Ngô Đình Diệm nhưng vì lý do nào đó không đảm nhiệm chức Công sứ nữa.

## Tiểu sử
Phụ thân của Tôn Thất Hối là Tôn Thất Hân, quan chức triều Nguyễn, ông lại là hậu duệ của Cương Quận công Nguyễn Phúc Trăn, con trai thứ ba của Chúa Hiền xứ Đàng Trong Nguyễn Phúc Tần, ông thuộc nhánh xa của dòng họ Tôn Thất thứ năm.
Năm 1940, ông được bổ nhiệm làm Quản đạo tỉnh Lâm Viên ở Đà Lạt. Dưới thời Đệ Nhất Cộng hòa, ông được cử làm Đại biểu Chính phủ đầu tiên tại Tây Nguyên.
Ngày 17 tháng 12 năm 1955, Chính phủ Trung Hoa Dân Quốc thiết lập quan hệ ngoại giao với Việt Nam Cộng hòa. Ngày 27 tháng 10 năm 1956, ông bay từ Hồng Kông đến Đài Bắc trên cương vị là đặc sứ mừng sinh nhật Tổng thống Ngô Đình Diệm để chúc mừng sinh nhật Tổng thống Tưởng Giới Thạch, đồng thời cũng đã chọn địa điểm và thực hiện công tác chuẩn bị thiết lập công sứ quán. Ngày 7 tháng 11 năm 1956, ông rời Đài Loan và trở về Việt Nam. Ban đầu ông dự kiến đến Đài Loan để đảm nhận chức Công sứ vào cuối tháng đó, rồi sau ông mới biết tin phía Trung Hoa Dân Quốc tạm thời không cử Công sứ đến Việt Nam vào thời điểm hiện tại, cùng các vấn đề với Hoa kiều ở Việt Nam. Sau này, ông được điều động sang làm Công sứ Việt Nam tại Lào, và Chính phủ Việt Nam Cộng hòa bèn bổ nhiệm Nguyễn Công Viên làm Công sứ đầu tiên tại Trung Hoa Dân Quốc.
Ông còn có cậu con trai tên Tôn Thất Niệm là bác sĩ, ca sĩ và chính khách Việt Nam Cộng hòa.